# Gustaf Möllenborg

Brosch med briljanter tillverkad av Gustaf Möllenborg, 1860-tal.

Gustaf Möllenborg, född 18 april 1796 i Dädesjö socken, Småland och död 13 april 1851 i Stockholm, var en svensk silversmed.
Möllenborg föddes som oäkta son till pigan Kerstin Jonasdotter. Fadern sägs i kyrkboken vilja vara okänd. Han kallades Gustaf Johansson. Vid 13 års ålder blev han lärgosse hos guldsmeden Jacob Flygare i Växjö. 1814 lämnade han den ganska obetydliga verkstaden i Växjö och sökte sig till guldsmeden Bengt Wahlquist i Jönköping. Här blev han gesäll 1817. 
1819 begav han sig till Stockholm, där han tog tjänst hos guldsmeden Gustaf Folcker på Drottninggatan 30. I januari 1823 betalade han äskepenning hos guldsmedsämbetet, och fick sin ritning på mästerprovet, en kaffekanna i silver godkänd. 14 mars 1823 blev han godkänd som guldsmedsmästare. Han öppnade strax efter sin verkstad på Drottninggatan 14. 
Till att börja med hade han endast två gesäller anställda. Möllenborgs verkstad växte dock snabbt. 1832 hade han 8 gesäller och 3 lärpojkar, 1843 hade han inte mindre än 32 gesäller och 9 lärpojkar anställda, och var vid den tiden den mest produktive guld- och silversmeden i Sverige. Verkstaden på Drottninggatan blev snabbt för liten, och han inskaffade även ett silverlager på Karduansmakargatan 9 och ett på Rörstrandgatan 6-8.
Även verkstaden blev för liten, och på 1840-talet lät Möllenborg uppföra nya fabrikslokaler på Drottninggatan 12. Han började dock bli till åren, och 1850 överlätt han firman på sin gesäll, Louis Constant Féron.
1927, då verkstaden upphörde, överlämnades dess inventarier till Nordiska museet, och utgör idag grunden för inventariet i Skansens guldsmedja. Möllenborg finns representerad vid Nationalmuseum och  Hallwylska museet i Stockholm samt på Länsmuseet Gävleborg.